# Eupeodes lambecki
Eupeodes lambecki är en tvåvingeart som först beskrevs av Dusek och Laska 1973.  Eupeodes lambecki ingår i släktet fältblomflugor, och familjen blomflugor. Inga underarter finns listade i Catalogue of Life.